# 24 uur van Daytona 1976
De 24 uur van Daytona 1976 was de 14e editie van deze endurancerace. De race werd verreden op 31 januari en 1 februari 1976 op de Daytona International Speedway nabij Daytona Beach, Florida.
De race werd gewonnen door de BMW of North America #59 van Peter Gregg, Brian Redman en John Fitzpatrick. Voor Gregg was het zijn derde Daytona-zege en voor Redman zijn tweede, terwijl Fitzpatrick zijn eerste overwinning behaalde. De GTU-klasse werd gewonnen door de BHR Porsche #42 van Bob Hindson, Dick Davenport en Frank Carney. De Gr.5-klasse werd gewonnen door de Sepp Greger #12 van Dieter Schmid, Wilhelm Bartels, Heinz Martin en Egon Evertz. De G.I.-klasse werd gewonnen door de Jack Bowsher #21 van David Pearson, Larry Pearson, Gary Bowsher en Jim Bowsher. De LM GTX-klasse werd gewonnen door de Charlie Kemp #23 van Charlie Kemp, Sam Posey en Carson Baird.

## Race
Winnaars in hun klasse zijn vetgedrukt.
| Pos. | Klasse | No. | Team                                  | Coureurs                                                    | Chassis                        | Ronden |
| ---- | ------ | --- | ------------------------------------- | ----------------------------------------------------------- | ------------------------------ | ------ |
| 1    | GTO    | 59  | BMW of North America                  | Peter Gregg Brian Redman John Fitzpatrick                   | BMW 3.5 CSL                    | 545    |
| 2    | GTO    | 14  | George Dickinson/Holbert Porsche-Audi | Al Holbert Claude Ballot-Léna                               | Porsche 911 Carrera RSR        | 531    |
| 3    | GTO    | 61  | Brumos Porsche                        | Jim Busby Hurley Haywood                                    | Porsche 911 Carrera RSR        | 530    |
| 4    | GTO    | 56  | Bob Hagestad                          | Bob Hagestad Jerry Jolly                                    | Porsche 911 Carrera RSR        | 510    |
| 5    | GTO    | 92  | Oest/Tillson                          | Mike Tillson Dieter Oest Bruce Jennings                     | Porsche 911 Carrera RSR        | 508    |
| 6    | GTO    | 71  | Ken Starbird                          | Chris Cord Jim Adams Milt Minter                            | Ferrari 365 GTB/4 Competizione | 500    |
| 7    | GTU    | 42  | BHR Porsche                           | Bob Hindson Dick Davenport Frank Carney                     | Porsche 911 S                  | 495    |
| DNF  | GTO    | 43  | Ecurie Escargot                       | John Graves John O'Steen Dave Helmick                       | Porsche 911 Carrera RSR        | 493    |
| 9    | GTO    | 99  | Phil Currin                           | Phil Currin Cliff Gottlob Peter Knab                        | Chevrolet Corvette             | 483    |
| 10   | GTO    | 24  | BMW of North America                  | David Hobbs Benny Parsons                                   | BMW 3.5 CSL                    | 481    |
| 11   | GTU    | 29  | Charles Mendez                        | Charles Mendez Dave Cowart Dave Panaccione                  | Porsche 911 T                  | 480    |
| 12   | Gr.5   | 12  | Sepp Greger                           | Dieter Schmid Willi Bartels Heinz Martin Egon Evertz        | Porsche 911 Carrera RSR        | 475    |
| 13   | GTU    | 51  | Max Dial                              | John Hotchkis Robert Kirby Len Jones                        | Porsche 914/6                  | 467    |
| 14   | GTU    | 60  | Rusty Bond                            | Rusty Bond Ren Tilton John Belperche                        | Porsche 911 S                  | 465    |
| DNF  | GTO    | 25  | BMW of North America                  | John Fitzpatrick Tom Walkinshaw                             | BMW 3.5 CSL                    | 457    |
| 16   | G.I.   | 21  | Jack Bowsher                          | David Pearson Larry Pearson Gary Bowsher Jim Bowsher        | Ford Torino                    | 442    |
| 17   | GTU    | 84  | Mike Meldeau                          | Ara Dube Harro Zitza Doug Zitza                             | Porsche 911 S                  | 441    |
| 18   | GTU    | 90  | Ray Walle                             | Ray Walle Tom Reddy Bill Scott                              | Mazda Cosmo                    | 415    |
| 19   | G.I.   | 48  | James Hylton                          | James Hylton Richard Childress                              | Chevrolet Chevelle Laguna      | 414    |
| 20   | GTU    | 81  | Motex Auto                            | Hans Berner Willy Goebbels Fritz Hochreuter                 | Porsche 911 S                  | 412    |
| 21   | GTU    | 65  | Stephen Isett                         | Paul May Lee Mueller David Sauers                           | Porsche 911 S                  | 409    |
| 22   | GTO    | 15  | Garcia Brothers                       | Javier Garcia George Garcia Manuel Garcia                   | Chevrolet Corvette             | 399    |
| 23   | GTU    | 54  | Spirit Racing                         | Alex Job Steve Southard                                     | Porsche 914/6                  | 392    |
| 24   | GTO    | 35  | Ted Mathey                            | Ted Mathey Joe Chamberlain Arnstein Loyning                 | Chevrolet Corvette             | 380    |
| 25   | GTU    | 1   | Louis McAlpine                        | Jim Westphal Anatoly Arutunoff Brian Goellnicht             | BMW 2002 TI                    | 369    |
| 26   | GTU    | 89  | Barrick Motor Racing                  | Don Parish Dave Causey Wayne Nelson                         | Porsche 911 S                  | 359    |
| 27   | GTU    | 52  | CACI                                  | Bob Bergstrom Bill Shaw Martin Palmer                       | Honda Civic                    | 352    |
| DNF  | G.I.   | 04  | Hershel McGriff                       | Hershel McGriff Doug McGriff                                | Chevrolet Nova                 | 336    |
| 29   | GTO    | 40  | Sam Fillingham                        | Sam Fillingham Bud Sherk                                    | Chevrolet Corvette             | 336    |
| DNF  | GTU    | 7   | Glen Marckwardt                       | Makoto Kamazuka Masashi Fukuda Ron Cortez                   | Mazda RX-3                     | 331    |
| DNF  | GTO    | 97  | Juan Carlos Bolaños                   | Juan Carlos Bolaños Billy Sprowls Gustavo Bolaños           | Porsche 911 Carrera RSR        | 318    |
| DNF  | GTO    | 41  | Jones Industries Racing               | Herb Jones jr. Steve Faul                                   | Chevrolet Camaro               | 301    |
| 33   | G.I.   | 33  | Glenn Francis                         | Glenn Francis Randy Bebout                                  | Chevrolet Chevelle             | 301    |
| DNF  | GTO    | 76  | Greenwood Customercar Levitt Racing   | Mike Brockman John Greenwood                                | Chevrolet Corvette             | 298    |
| 35   | GTO    | 80  | Carmon Solomone                       | Carm Solomone Ed Maksym James Halverson                     | Chevrolet Camaro               | 291    |
| 36   | GTU    | 36  | Rainer Brezinka                       | Rainer Brezinka Gary Hirsch Brian Hardacre                  | Porsche 911 S                  | 286    |
| DNF  | GTO    | 75  | Robert Christiansen                   | Bob Christiansen Billy Hagan                                | Chevrolet Camaro               | 282    |
| 38   | GTU    | 0   | William Frates                        | William Frates Craig Ross Spencer Buzbee                    | Datsun 240Z                    | 274    |
| DNF  | G.I.   | 19  | Henley Gray                           | Henley Gray Bob Burcham                                     | Chevrolet Chevelle Laguna      | 268    |
| DNF  | GTU    | 85  | John E. Hulen                         | John Hulen Ron Coupland Nick Engels                         | Porsche 914/6                  | 267    |
| DNF  | Gr.5   | 11  | Sepp Greger                           | Egon Evertz Sepp Greger Jürgen Lässig                       | Porsche 934                    | 250    |
| DNF  | GTO    | 08  | Peak Oil                              | Mike Williamson Keith Swope                                 | AMC Gremlin                    | 246    |
| DNF  | GTO    | 22  | Bandag                                | Denny Long Bill Jobe Tim Startup                            | Chevrolet Corvette             | 244    |
| DNF  | GTO    | 55  | Car & Driver                          | Joe Ruttman Buddy Baker Stephen Behr                        | Dodge Dart                     | 240    |
| DNF  | GTU    | 34  | George Drolsom                        | George Drolsom Bob Nagel                                    | Porsche 911 S                  | 200    |
| DNF  | GTO    | 74  | Ludwig Heimrath                       | Ludwig Heimrath Jacques Bienvenue Norm Ridgely              | Porsche 911 Carrera RSR        | 189    |
| DNF  | GTU    | 9   | Bruce Mabrito                         | Bruce Mabrito Jack Steel                                    | Datsun 240Z                    | 185    |
| DNF  | GTU    | 10  | Louis McAlpine                        | Alf Zellmer Brian Goellnicht Bill Alsup                     | BMW 2002 TI                    | 181    |
| DNF  | GTO    | 50  | Hector Rebaque, Sr.                   | Fred van Beuren jr. Guillermo Rojas Andres Contreras        | Porsche 911 Carrera RSR        | 172    |
| DNF  | GTO    | 68  | Mike Meldeau                          | Mike Meldeau Bill McDill John Tremblay                      | Chevrolet Camaro               | 172    |
| DNF  | GTO    | 46  | Jose Antonio Daher                    | Jose Antonio Daher Alfonso Leal Jose Madero                 | Ford Mustang                   | 168    |
| DNF  | GTU    | 67  | David McClain                         | Dave White Frank Harmstad David McClain                     | Porsche 914/6                  | 148    |
| DNF  | G.I.   | 98  | Ed Negre                              | Ed Negre Bob Mitchell Arturo Merzario                       | Dodge Charger                  | 144    |
| DNF  | GTO    | 44  | Mauricio de Narváez                   | Mauricio de Narváez Albert Naon John Freyre                 | Porsche 911 Carrera RSR        | 141    |
| DNF  | GTO    | 49  | Neil Potter                           | Neil Potter Bob Gray Luis Sereix                            | Ford Mustang                   | 139    |
| DNF  | G.I.   | 2   | Bobby Allison                         | Bobby Allison Donnie Allison                                | Chevrolet Nova                 | 137    |
| DNF  | GTO    | 18  | Terry Wolters                         | Terry Wolters Charles Gano Joe Castellano                   | Chevrolet Camaro               | 122    |
| DNF  | GTU    | 53  | Arthur Mollin                         | Arthur Mollin Bob Speakman Michael Gatoff                   | Volvo 142 S                    | 121    |
| DNF  | GTO    | 20  | Richard Weiss                         | Richard Weiss Michael Oleyar Jerry Karl                     | Porsche 911 S                  | 94     |
| DNF  | G.I.   | 91  | Debra Lynn Miller                     | Harold Miller John Ray                                      | Chevrolet Chevelle             | 66     |
| DNF  | GTO    | 72  | Bill Arnold                           | Bill Arnold Al Levenson Tom Brown                           | Chevrolet Corvette             | 55     |
| DNF  | GTO    | 86  | Hugh Kleinpeter                       | Hugh Kleinpeter Ron Goldleaf                                | De Tomaso Pantera              | 42     |
| DNF  | GTO    | 88  | Maurice Carter                        | Maurice Carter Gilles Villeneuve                            | Chevrolet Camaro               | 34     |
| DNF  | GTO    | 4   | Bill Nelson, Sr.                      | Stephen Bond Dale Kreider                                   | Pontiac Astre                  | 28     |
| DNF  | GTU    | 47  | Williams Grainger                     | Bill Bean Jack Ansley                                       | Porsche 911 S                  | 21     |
| DNF  | GTU    | 28  | Anatoly Arutunoff                     | Brian Goellnicht Anatoly Arutunoff José Marina              | Lotus Europa                   | 20     |
| DNF  | GTO    | 64  | C. C. Canada                          | C. C. Canada Russ Boykin                                    | Chevrolet Camaro               | 17     |
| DNF  | GTO    | 93  | Jim E. Logan                          | Larry Flynn Bobbie Johnson                                  | Chevrolet Camaro               | 17     |
| DNF  | GTO    | 73  | Howey Farms                           | Clark Howey Tony Kester David Crabtree                      | Chevrolet Corvette             | 15     |
| DNF  | LM GTX | 23  | Charlie Kemp                          | Charlie Kemp Sam Posey Carson Baird                         | Ford Mustang II                | 6      |
| DNF  | GTO    | 30  | Heufeld Porsche                       | George Dyer Michael Keyser                                  | Porsche 911 Carrera RSR        | 5      |
| DNF  | GTU    | 6   | Miller/Norburn                        | Nick Craw Ray Korman Joe Peacock                            | BMW 2002 TI                    | 1      |
| DNS  | GTO    | 33A | Phil Henny Racing                     | Phil Henny Slick Gardner                                    | Chevrolet Camaro               | 0      |
| DNS  | GTO    | 66  | Tom Nehl                              | Tom Nehl Stephen Behr                                       | Chevrolet Monza                | 0      |
| DNS  | GTO    | 96  | Mike Williamson                       | Mike Williamson Lawrence P. Pleasants John Emig Robert Dula | Chevrolet Camaro               | 0      |

1962 · 1963 · 1964 · 1965 · 1966 · 1967 · 1968 · 1969 · 1970 · 1971 · 1972 · 1973 · 1974 · 1975 · 1976 · 1977 · 1978 · 1979 · 1980 · 1981 · 1982 · 1983 · 1984 · 1985 · 1986 · 1987 · 1988 · 1989 · 1990 · 1991 · 1992 · 1993 · 1994 · 1995 · 1996 · 1997 · 1998 · 1999 · 2000 · 2001 · 2002 · 2003 · 2004 · 2005 · 2006 · 2007 · 2008 · 2009 · 2010 · 2011 · 2012 · 2013 · 2014 · 2015 · 2016 · 2017 · 2018 · 2019 · 2020 · 2021 · 2022 · 2023 · 2024 · 2025